# José Guimarães Duque
José Guimarães Duque (Lima Duarte (Minas Gerais), 20 de novembro de 1903 - 12 de maio de 1978), foi um engenheiro agrônomo, escritor, gestor e consultor brasileiro que durante mais de 40 anos implementou ações voltadas especialmente para o aproveitamento racional dos recursos hídricos e pedológicos do Nordeste semiárido do Brasil.

## Biografia
Descendente de família de origem rural, filho de Manoel Jorge Duque e de Maria Pia Guimarães Duque. Seu genitor era proprietário da Fazenda Sumidouro. No período de 1911 a 1915, fez os primeiros estudos na cidade de Juiz de Fora - MG, enquanto o ginasial e os preparatórios foram realizados no Instituto Grenbery (1916-1918) e no Instituto Gammom (1922-1924) na cidade de Lavras - Minas Gerais. Em 1924, matriculou-se na Escola Superior de Agricultura, também situada em Lavras, onde concluiu o curso de agronomia em 1928. 
Após concluir o curso de agronomia, Guimarães Duque ingressou no magistério, na qualidade de professor da Escola Superior de Agricultura e Veterinária de Viçosa - ESAV, atual Universidade Federal de Viçosa - UFV, onde permaneceu de 1929 a 1932. Em 1932, atendendo a um convite do Engenheiro Agrônomo José Augusto Trindade, Guimarães Duque veio trabalhar no Nordeste, na Inspetoria Federal de Obras Contra as Secas - IFOCS, atual Departamento Nacional de Obras Contra as Secas-DNOCS.

### No Nordeste Semiárido
Em 1932, José Guimarães Duque iniciou as suas atividades na IFOCS, como chefe da 2ª Inspetoria Regional da Comissão Técnica de Reflorestamento e Postos Agrícolas do Nordeste, cuja área de atuação compreendia os Estados do Rio Grande do Norte, Paraíba e Pernambuco, sediada no Posto Agrícola do Açude Público Cruzeta, município de Cruzeta-RN.
Posteriormente, passou a chefiar a 1ª Inspetoria Regional da referida Comissão, com sede em Fortaleza-CE. Em 1936, a sede da 1ª Inspetoria Regional foi transferida para o Posto Agrícola São Gonçalo, localizado no Açude Público São Gonçalo, município de Sousa-PB. Em 1938, o Dr. José Guimarães Duque afastou-se da IFOCS, fixando-se em Fortaleza-CE, como professor da Escola de Agronomia da UFC e prestando também assessoria técnica a firma Quixadá & Comercial representante de tratores e implementos agrícolas. Com a investidura do Dr. Ruy Carneiro, em 1940, na Interventoria Federal da Paraíba, o Dr. Guimarães Duque foi nomeado Secretário de Agricultura, Viação e Obras Públicas do Estado da Paraíba, permanecendo no cargo até 15 de agosto de 1941, quando foi chefiar a Comissão de Serviços Complementares da IFOCS, dando continuidade às atividades pioneiras desempenhadas por José Augusto Trindade, objetivando o aproveitamento hidro-agrícola no Nordeste.
Em 1945, a IFOCS transformou-se em DNOCS - Departamento Nacional de Obras Contra as Secas e a Comissão de Serviços Complementares, passou a denominar-se Serviço Agro-Industrial, permanecendo sob o comando do Dr. José Guimarães Duque, com sede em Fortaleza-Ce, desde outubro de 1941. Durante vários anos foi professor da cadeira de Recursos Naturais, na Escola de Engenharia da Universidade Federal do Ceará. Representou por muito tempo o Ministério da Viação e Obras Públicas junto ao Conselho Deliberativo da SUDENE - Superintendência de Desenvolvimento do Nordeste, marcando sua presença nos inúmeros pareceres que emitiu por escrito e através de sua palavra fluente e franca.
Foi também um dos fundadores da Companhia Cearense de Desenvolvimento Agropecuário - CODAGRO, tendo exercido o cargo de Superintendente Técnico, na sua primeira diretoria.

### Aposentadoria
Aposentou-se do DNOCS por tempo de serviço, a pedido, em 1963, no cargo em comissão de Chefe do Serviço Agro-industrial, sendo posteriormente designado membro do Conselho Administrativo da autarquia. O Dr. José Guimarães Duque, faleceu no dia 12de maio de 1978. Era casado com Laurinha Moreira Duque, descendente de tradicional família cearense, filha de George Moreira Pequeno e Laura Fiúza Pequeno.

## Obras e publicações
São de sua autoria, dentre outros:
- “Solo e Água no Polígono das Secas”, 1949, [8]
- “O Nordeste e as Lavouras Xerófilas”, 1960, [9]
- “Notas Sobre a Ensilagem” e foi publicado no Boletim da Inspetoria de Obras Contra as Secas, Nº 4-Vol-2-Outubro 1934,
- “Notas Sobre a Fenação”, Boletim da Inspetoria de Obras Contra as Secas, Nº5-Vol-2-Novembro 1934,
- “Notas Sobre o Posto Agrícola Lima Campos”. Boletins da Inspetoria de Obras Contra as Secas de Nº6-Volume 3-Junho 1935 e Nº1-Volume 4- Julho 1935,
- “O Problema da Alimentação Animal no Sertão do Nordeste”. Boletim da Inspetoria de Obras Contra as Secas-Nº2-Volume 8- Out. a dez. 1937,
- “Ensaio Preliminar Sobre a Formação de Mudas de Oiticica”, constante do Boletim da Inspetoria de Obras Nº 1-Vol. 9-Jan. a mar. 1938,
- “Ensaio Preliminar de Irrigação na Cultura do Algodão Express”, no Boletim da Inspetoria de Obras Contra as Secas, Nº 2-Vol. 9- Abril a jun. 1938.
- “Observações para a Cultura da Oiticica”, Boletim da Inspetoria de Obras Conta as Secas. Número I, volume II, janeiro a março de 1939,
- “Resultado do Ensaio de Competição de Variedades de Tomates”, 1939
- “O fomento da Produção Agrícola”. Boletim da Inspetoria de Obras Contra as Secas número 2, volume II, que circulou de abril a junho de 1939,
- Em 1944, publicou “Algumas Questões da Irrigação no Nordeste”.
- Em 1950 publicou “Apreciações Sobre os Solos do Nordeste” e no ano seguinte, “A Exploração dos Açudes Públicos”.
- Em 1959, colaborou no trabalho “Os Serviços Agronômicos do DNOCS”, que foi publicado no Boletim do DNOCS Nº 6, Volume 20, novembro de 1959.
- Em 1982, o Banco do Nordeste do Brasil, publicou “Perspectivas Nordestinas” trabalho deixado inédito pelo Dr. José Guimarães Duque.[10][11]

## Homenagens
- Recebeu a Medalha de Ouro dos Grandes Moinhos do Recife,
- Recebeu o título de Doutor Honoris causa da Universidade Federal do Ceará.
- Recebeu a Medalha da Abolição, do Governador Cesar Cals.[12]
- Recebeu o Troféu Sereia de Ouro, do Grupo Edson Queiroz,[13]
- FAEC cria medalha Guimarães Duque para homenagear personalidades.[14]
- Avenida em Fortaleza recebe nome em homenagem ao Engenheiro.[15]
- Em Fortaleza, é inaugurado o Centro de Recursos Naturais Engenheiro Agrônomo José Guimarães Duque,[16]
- Em Fortaleza, na Praia de Iracema, é inaugurado o edifício Guimarães Duque,[17]